# Miniodes maculifera
Miniodes maculifera är en fjärilsart som beskrevs av George Francis Hampson 1913. Miniodes maculifera ingår i släktet Miniodes och familjen nattflyn. Inga underarter finns listade i Catalogue of Life.